# Der unfassbar schlauste Mensch der Welt
Der unfassbar schlauste Mensch der Welt ist eine Unterhaltungsshow bei RTL, die im August 2022 ausgestrahlt wurde. Moderiert wurde die Sendung von Hans Sigl. Unterstützt wurde er dabei von Jana Azizi und Pierre M. Krause. Die Sendung basiert auf dem belgischen Format „De Slimste Mens ter Wereld“. Lisa Feller gewann in Staffel 1.  

## Konzept
In jeder Folge treffen drei prominente Kandidaten aus unterschiedlichen Lebensbereichen aufeinander und messen sich in einem Wettbewerb, welcher aus Quiz-Elementen und einem Promi-Talk besteht. Die Kandidaten müssen individuelle Fragen beantworten und assoziative Ketten bilden, die als Grundlage für einen humorvollen Talk dienen. Mit richtig beantworteten Fragen oder gelösten Rätseln erspielen sich die Kandidaten Zeit, die ihnen den Verbleib in der Show sichert. Die zwei besten kommen eine Folge weiter und müssen in der nächsten Runde gegen einen neuen Prominenten antreten. Wer sich dann bis zur letzten Folge durchsetzt und diese gewinnt, darf sich als "unfassbar schlausten Menschen der Welt" bezeichnen. 

## Episoden
12 Folgen wurden vom 1. bis zum 18. August 2022 4× pro Woche jeweils montags bis donnerstags von 23:20 bis 00:30 Uhr ausgestrahlt. Einzige Ausnahmen bildeten die Folgen 7, 10 und 12, deren Ausstrahlungen von 23:45 bis 01:00, 23:30 bis 00:40 bzw. 22:50 bis 00:00 Uhr geplant wurden.
| Folge | Datum           | prominente Kandidaten | prominente Kandidaten | prominente Kandidaten | Tagessieger/in        | Zweitplatzierte/r     |
| ----- | --------------- | --------------------- | --------------------- | --------------------- | --------------------- | --------------------- |
| 1     | 1. August 2022  | Suzanna Randall       | David Garrett         | Katharina Wackernagel | Katharina Wackernagel | David Garrett         |
| 2     | 2. August 2022  | Thomas Hermanns       | David Garrett         | Katharina Wackernagel | Katharina Wackernagel | David Garrett         |
| 3     | 3. August 2022  | Rúrik Gíslason        | David Garrett         | Katharina Wackernagel | Katharina Wackernagel | David Garrett         |
| 4     | 4. August 2022  | Lotte                 | David Garrett         | Katharina Wackernagel | David Garrett         | Katharina Wackernagel |
| 5     | 8. August 2022  | Wolfram Kons          | David Garrett         | Katharina Wackernagel | David Garrett         | Wolfram Kons          |
| 6     | 9. August 2022  | Wolfram Kons          | David Garrett         | Lisa Feller           | Lisa Feller           | Wolfram Kons          |
| 7     | 10. August 2022 | Wolfram Kons          | Oliver Kalkofe        | Lisa Feller           | Lisa Feller           | Oliver Kalkofe        |
| 8     | 11. August 2022 | Sabrina Mockenhaupt   | Oliver Kalkofe        | Lisa Feller           | Lisa Feller           | Oliver Kalkofe        |
| 9     | 15. August 2022 | Martin Rütter         | Oliver Kalkofe        | Lisa Feller           | Lisa Feller           | Oliver Kalkofe        |
| 10    | 16. August 2022 | Katty Salié           | Oliver Kalkofe        | Lisa Feller           | Lisa Feller           | Katty Salié           |
| 11    | 17. August 2022 | Katty Salié           | Katharina Wackernagel | Lisa Feller           | Lisa Feller           | Katty Salié           |
| 12    | 18. August 2022 | Katty Salié           | David Garrett         | Lisa Feller           | Lisa Feller           | David Garrett         |